# Saint-Jean-de-Boiseau
Saint-Jean-de-Boiseau ist eine französische Gemeinde mit 6024 Einwohnern (Stand: 1. Januar 2022) im Département Loire-Atlantique in der Region Pays de la Loire. Sie gehört zum Arrondissement Nantes, zum Kanton Saint-Brevin-les-Pins und zum Gemeindeverband Nantes Métropole. Die Einwohner werden Boiséen genannt.

## Geografie
Saint-Jean-de-Boiseau liegt an der Loire rund dreizehn Kilometer westlich der Innenstadt von Nantes.
Umgeben wird Saint-Jean-de-Boiseau von den Nachbargemeinden Couëron auf der anderen Seite der Loire im Norden, Indre im Nordosten, La Montagne im Osten, Brains im Süden und Le Pellerin im Westen.

## Bevölkerungsentwicklung
| Jahr      | 1962 | 1968 | 1975 | 1982 | 1990 | 1999 | 2006 | 2017 |
| Einwohner | 2487 | 2615 | 3102 | 3627 | 4120 | 4563 | 4698 | 5827 |

## Sehenswürdigkeiten
- Parochialkirche Saint-Jean aus dem 15. und Anbauten aus dem 17. Jahrhundert
- Kapelle Bethléem aus dem 15. Jahrhundert, seit 1911 Monument historique

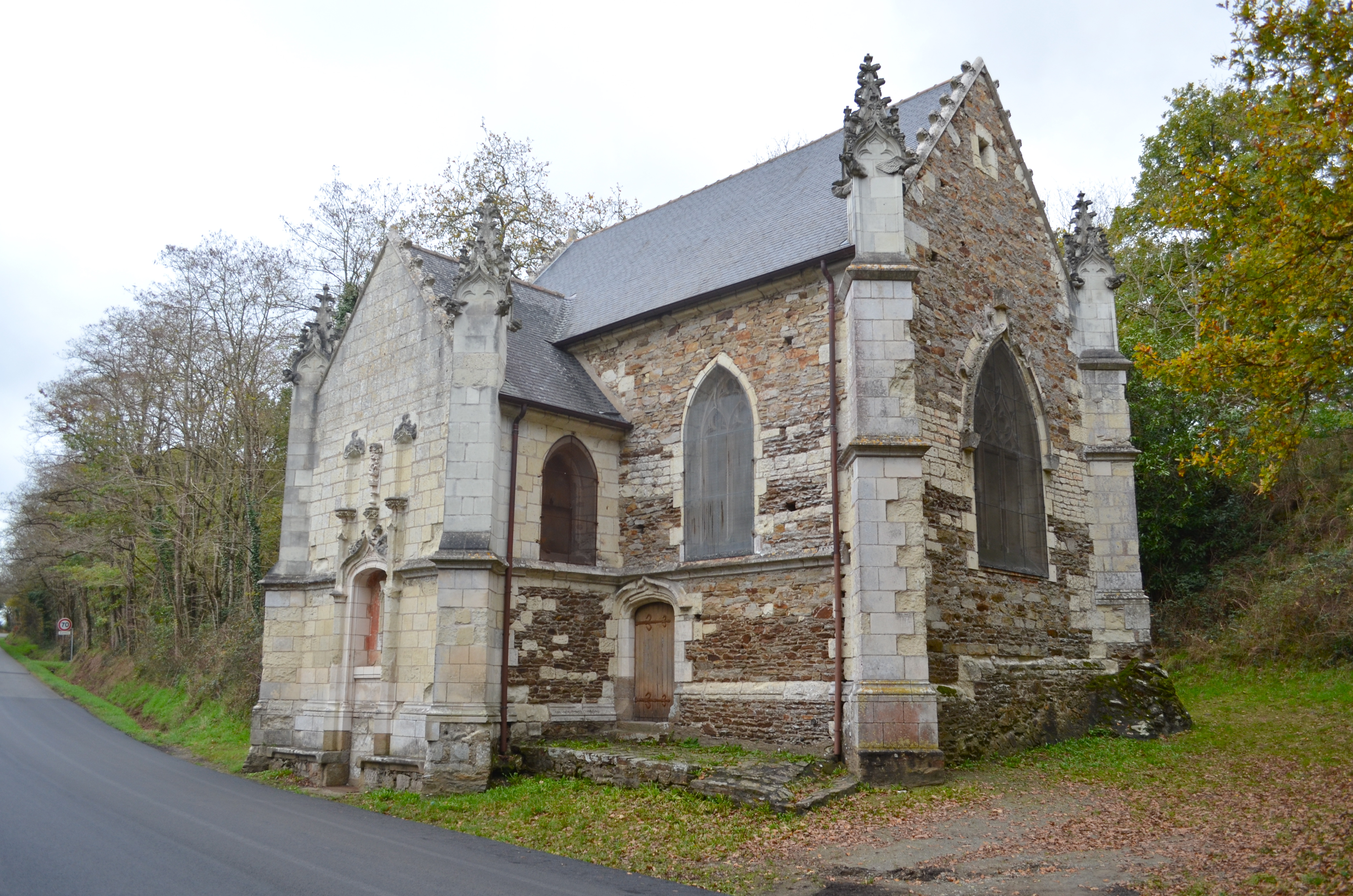
Kapelle Bethléem

- Schloss Pé mit Turm (16. Jahrhundert, im 18. Jahrhundert umgebaut)

## Persönlichkeiten
- Emile Joseph Legal (1849–1920), Erzbischof von Edmonton
- Jean Brochard (1893–1972), Schauspieler

## Gemeindepartnerschaften
Mit folgenden Gemeinden pflegt Saint-Jean-de-Boiseau Partnerschaften:
- Deidesheim, Rheinland-Pfalz, Deutschland
- Médiouna, Relizane, Algerien
- Amettla de Mar, Spanien
- Inaranekadane, Ortsteil von Ménaka, Mali